# Taxpayer Identification Number
Die Taxpayer Identification Number (TIN) ist eine vom US-amerikanischen Internal Revenue Service (IRS, vergleichbar mit dem deutschen Finanzamt) benutzte Identifikationsnummer, die gegenüber dem IRS steuerpflichtigen Personen zugewiesen wird. Die TIN kann nicht nur vom IRS vergeben werden, sondern auch von der Social Security Administration. 
Dabei kann die TIN aus verschiedenen Nummerkreisen stammen:
- Social Security Number "SSN"
- Employer Identification Number "EIN"
- Individual Taxpayer Identification Number "ITIN"
- Taxpayer Identification Number for Pending U.S. Adoptions "ATIN"
- Preparer Taxpayer Identification Number "PTIN"

Auch die deutsche Steuer-Identifikationsnummer ist eine TIN.